# Antoniu Roca
Antoniu Roca Vives (Martorell, Barcelona, 5 de septiembre de 2002) más conocido como Antoniu Roca, es un futbolista español que juega como extremo derecho y su equipo es el R. C. D. Espanyol de la Primera División de España.

## Carrera
Roca nació en Martorell, Barcelona y comenzó su carrera las categorías inferiores del CF Badalona, la UDA Gramenet y la AE Martorell y en 2012, con apenas 7 años firmó por el FC Barcelona para incorporarse a La Masía. 
En 2016, se enroló en las categorías inferiores del UFB Jàbac Terrassa y del CF Damm.
En 2019, firma por el RCD Espanyol para formar parte de su equipo juvenil.
El 17 de enero de 2021, Roca debutó con el R. C. D. Espanyol "B" en un encuentro de la Segunda División B de España contra el AE Prat. El 18 de diciembre de 2021, marcó su primer gol en la victoria en casa por 1-0 sobre la SD Huesca B en la Segunda División RFEF.
El 15 de marzo de 2022, Roca renovó su contrato con los Pericos hasta 2024.
El 8 de septiembre de 2023, hizo su debut con el primer equipo del RCD Espanyol, reemplazando a Pere Milla en un encuentro de la Segunda División de España ante el Levante UD.
El 19 de agosto de 2024, Roca hizo su debut en La Liga, reemplazando a Alejo Véliz en la derrota fuera de casa por 1-0 ante el Real Valladolid CF.